# 古澤光紀
古澤 光紀（ふるさわ みつのり、1987年（昭和62年）10月28日-）は、日本のボートレーサー。登録番号4522。身長166cm。体重54kg。血液型B型。福岡県糟屋郡出身。同期に深谷知博、黒井達矢、北山康介、峰重侑治、清水沙樹、小野生奈らがいる。

## 来歴
- 東福岡高等学校卒業。
- やまと競艇学校では、103期やまとチャンプ（勝率7.24、優勝は最多の3回）[3]。
  - トップスタートから同勝率第1位の2号艇・4524深谷知博（静岡）を押えて堂々と逃げ切りを決め、やまと競艇学校養成の16代目チャンピオンになり、日本モーターボート競走会理事で同県の先輩でもある植木通彦からは、「勝ちたいという気持ちが表に出る感じの選手」と評されている[4]。
- 2008年11月5日、若松競艇場にて初出走。
- 2009年4月5日、若松競艇場での、アヤメカップで初勝利。
- 2010年9月22日、唐津競艇場での、日刊スポーツ杯で初優出(3着)[5]。